# EF-334
El Ferrocarril de Integración Oeste-Este, también conocido como  Ferrocarril Oeste-Este o Este-Oeste, está en fase de ejecución. Este pasará por los estados de Bahía y de Tocantins, uniendo las ciudades de Ilhéus (BA) y Figueirópolis (TO) con 1.527 km de extensión, donde conectará con el Ferrocarril Norte-sur. Su construcción correrá a cargo de VALEC, empresa pública vinculada al Ministerio de Transportes.
El proyecto busca formar un importante corredor logístico de transporte, ampliando las posibilidades de asegurar así la producción económica del país. En el estado de Bahía será posible contemplar las regiones productoras de mineral de hierro (ciudades como Caetité, Pindaí, Tanhaçu, Brumado) y las productoras de granos (Luís Eduardo Magalhães, Barreras, São Desidério), así como en el estado de Tocantins.